# Zespół Sheehana
Zespół Sheehana, poporodowa martwica przysadki (łac. panhypopituarismus postpartualis,  ang. postpartum hypopituitarism, postpartum pituitary necrosis) – niedobór hormonów przedniego płata przysadki mózgowej w wyniku martwicy wywołanej przez krwotok i wstrząs hipowolemiczny podczas lub po porodzie.

## Patogeneza
Jest to rzadkie powikłanie ciąży, mające miejsce jedynie po znacznej utracie krwi.
W czasie ciąży fizjologicznie dochodzi do dwukrotnego powiększenia przedniego płata przysadki, co powoduje jego względne niedotlenienie, tak że jego komórki stają się bardziej wrażliwe na ewentualne niedobory krwi (rozrost w innych narządach np. sutków, macicy jest wyrównywany zwiększonym dopływem krwi). Nadmierna utrata krwi podczas porodu powoduje ogniska martwicy (zawał) w przednim płacie przysadki. Znaczenie ma również to, że obwodowa część przysadki jest unaczyniona przez niskociśnieniową sieć naczyń włosowatych zaopatrywaną przez naczynia kapilarne (dawniej zwane żyłami wrotnymi) i stąd łatwiej dochodzi do niedokrwienia (inne narządy również ulegają przerostowi, ale są zaopatrywane układem wysokociśnieniowym). Dodatkowymi czynnikami sprzyjającymi może być uwolnienie tromboplastyn tkankowych w czasie porodu sprzyjających rozsianemu wykrzepianiu śródnaczyniowemu, znaczna niedokrwistość, urazy głowy i inne.
Zespół występuje po zniszczeniu ok. 70% masy przysadki, w której oprócz martwicy można zauważyć wylewy krwi. W późniejszym okresie przedni płat jest zastępowany tkanką łączną włóknistą, a zmiany na ogół są nieodwracalne, choć może być obserwowana szczątkowa czynność gonadotropowa tego narządu.

## Objawy
- brak hormonów tropowych przysadki we krwi
- brak lub szybkie ustąpienie laktacji
- zanik owłosienia (jeśli położnica była ogolona do porodu, owłosienie łonowe nie odrasta)
- zanik sutków
- zmiany zanikowe w obrębie narządów płciowych (zmniejszenie pigmentacji, zmiany zanikowe w błonach śluzowych, itp)
- spadek libido
- niepłodność i brak miesiączki
- ogólne osłabienie fizyczne,  senność
- bladość powłok skóry
- obniżenie poziomu cukru we krwi
- obniżenie podstawowej przemiany materii

## Historia
Zespół ten opisał w 1937 roku angielski patolog Harold Leeming Sheehan. Z pojedynczych opisów był on znany wcześniej: pojedyncze przypadki przedstawili Leon Gliński w 1913, i niemiecki lekarz Morris Simmonds w 1914 roku.